# Ленточник таволговый
Ленточник таволговый (лат. Limenitis sydyi), или Сиди — дневная бабочка из рода ленточники, семейства нимфалид.

## Описание
Размах крыльев 54—60 мм. Крылья чёрно-серого цвета с белой перевязью и мелкими белыми пятнами. Белая перевязь на передних крыльях широкая сплошная. В центральной ячейке переднего крыла нет белых пятен, реже имеется белое продолговатое пятно. На заднем крыле проходит белая перевязь. Нижняя сторона крыльев по внешнему краю с широким белым опылением, прорезанным коричневато-красной линией.

## Биология
Лёт бабочек происходит со второй декады июня до середины июля. Встречается в речных долинах, закустаренных склонах сопок, преимущественно по берегам рек и водоёмов, под пологом леса, где имеются разреженные места или небольшие поляны, а также на лесных опушках, в редколесьях.

## Ареал
Западный Алтай, Забайкалье, Приамурье, Приморье, до юга Дальнего Востока включительно, Северо-восточный и Центральный Китая, Корея.

## Жизненный цикл
Кормовое растение гусениц — жимолость. Гусеницы последнего возраста имеют светло-зелёную окраску с широкой тёмно-зелёной полоской по спине. Тело гусеницы покрыто ветвистыми шипами. Голова покрыта светлыми шипиками, верх головы с длинными чёрными шипами. Стадия куколки длится 10-12 дней.